# Galileea

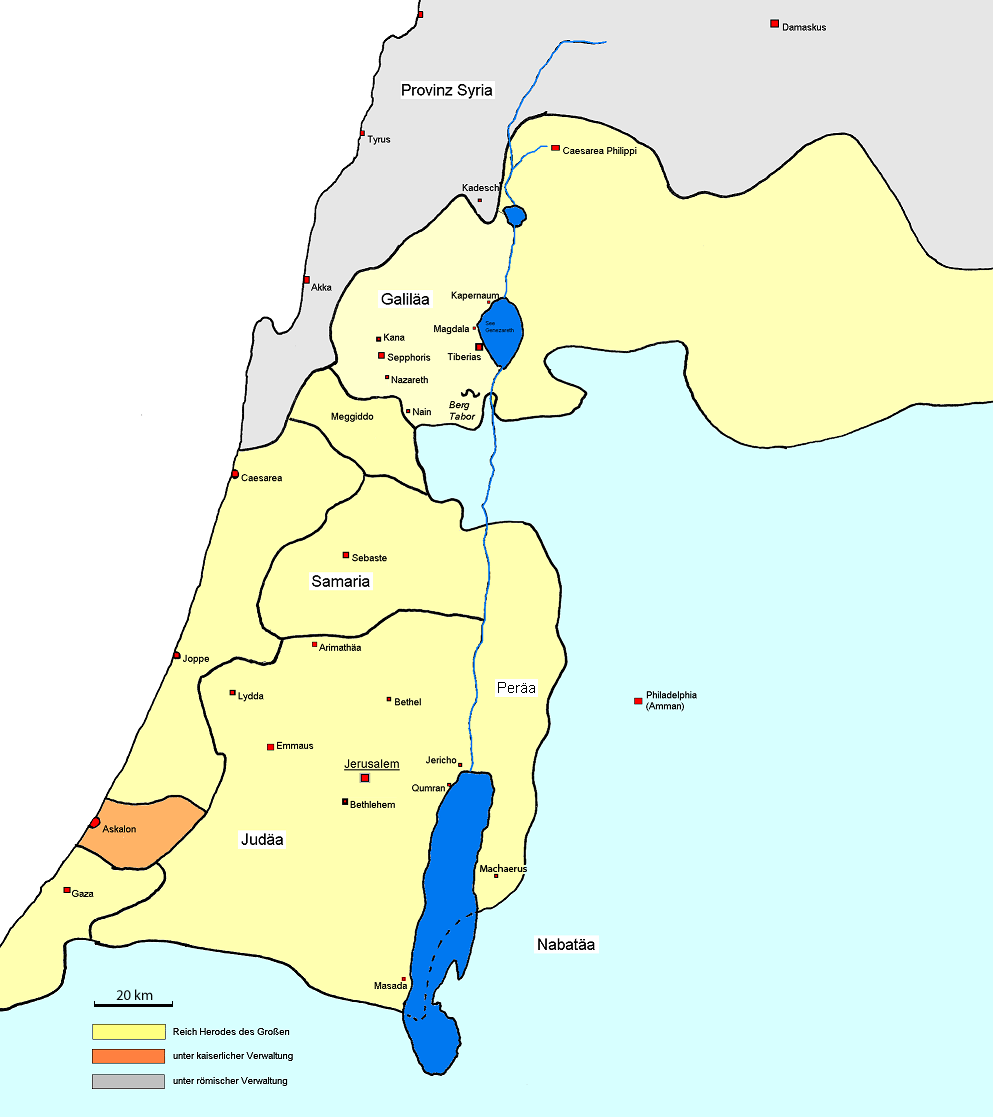
Provinciile romane Galileea, Samaria şi Iudeea

Galileea (în ebraică הגליל, ha-Galil, în trad. "Ținutul", prescurtare de la glil ha-goyim, "Ținutul neamurilor", adică al necredincioșilor - Isaia, 9,1, în greacă - Γαλιλαία, în latină Galilaea, în arabă  الجليل Al Jalil ) este ținutul din nordul Israelului, divizat în Galileea Superioară (Ha-Galil Ha-Elion), Galileea Inferioară (Ha-Galil Ha-Tahton) și Galileea de Vest (Ha-Galil Ha-maaravi).
Limitele Galileei sunt:la sud Valea Izreel și Valea Beit Shan, la est - dinspre miazăzi spre miazănoapte - Valea Iordanului, Marea Galileei (Kineret, Tiberiada, sau Ghenezaret) și Valea Hula, la vest - coasta Mării Mediterane și Valea Zebulon (Zevulun), iar la nord - râul Litani, actualmente în Libanul de sud. În zilele noastre, geografii israelieni consideră granița politică dintre Israel și Liban drept limita nordică a Galileei, făcând abstracție de fâşia de până la râul Litani, care formeaza Libanul de sud.
Limita dintre Galileea Superioară și Galileea Inferioară este Valea Beit Hakerem, o depresiune îngustă care se întinde pe direcția est - vest în mijlocul regiunii. În vreme ce Galileea Superioară se caracterizează prin munți ceva mai înalți, dintre care vârful cel mai înalt este Muntele Meiron, de 1208 metri, Galileea Inferioară se distinge prin munți și dealuri de mică înălțime, separați de văi întinse. Aceasta împărțire a Galileei provine din vechime și este menționată încă în Mișna: De la Kfar Hanania (n.n. în Valea Beit Hakerem) în sus, tot ce-i fără sicomori, e Galileea Superioară,
iar de la Kfar Hanania în jos, pretutindeni unde cresc sicomorii, este Galileea Inferioară. (Tratatul Sheviyit, 9,2). 
Galileea este un loc de întâlnire a mai multor religii și civilizații: iudaică, elenistică, creștină, islamică.

## Istorie

### Preistorie
Galileea  a fost locuită încă din epoca pietrei. În paleolitic a sălășluit aici Omul din Galileea, ale cărui oseminte au fost găsite în peștera din Nahal Amud. Vârsta lor a fost apreciată ca fiind de cel puțin 140.000 ani.
Și în alte locuri din Galileea s-au descoperit urmele unor așezări din perioade preistorice: în Valea Hula, lângă izvoarele Einan, în peștera Kaftza de lângă Nazaret, locuită în urmă cu peste 100.000 ani. Vestigiile  unor așezări omenești din epoca pietrei au fost găsite și pe Nahal Batzat, de asemenea în cariera Evron, unde a existat o așezare din paleoliticul mijlociu. Mai târziu, în neolitic au ființat în regiune, inclusiv la Ein Gev, așezări ale Culturii Natufiene din anii 12.800-10.200 î.Hr.
Bine reprezentate sunt în Galileea mărturiile din vremea calcoliticului, de pildă peștera funerară de la Pekiin. În vremea noastră sunt cunoscute în munții Galileei 22 de așezări calcolitice. În ele s-au descoperit obiecte de ceramică caracteristice regiunii alături de elemente tipice pentru epoca cronologică.    
Există diferențe între așezările umane preistorice găsite în Galileea Superioară și cele din Galileea Inferioară, unde de pildă, ele nu erau plasate în preajma bazinelor de apă.
Epoca bronzului s-a însoțit în Galileea de începutul urbanizării.

### Antichitate
Potrivit tradiției biblice a evreilor, numele de Galil, adică Galileea, a fost dat de evreii sau israeliții antici.
Regiunea corespundea cu patrimoniul teritorial al triburilor Naftali și Asher, precum și Dan.În cele din urmă tribul Dan a fost însă dispersat prin țară, având un reazăm teritorial în primul rând în centrul țării.